# Post

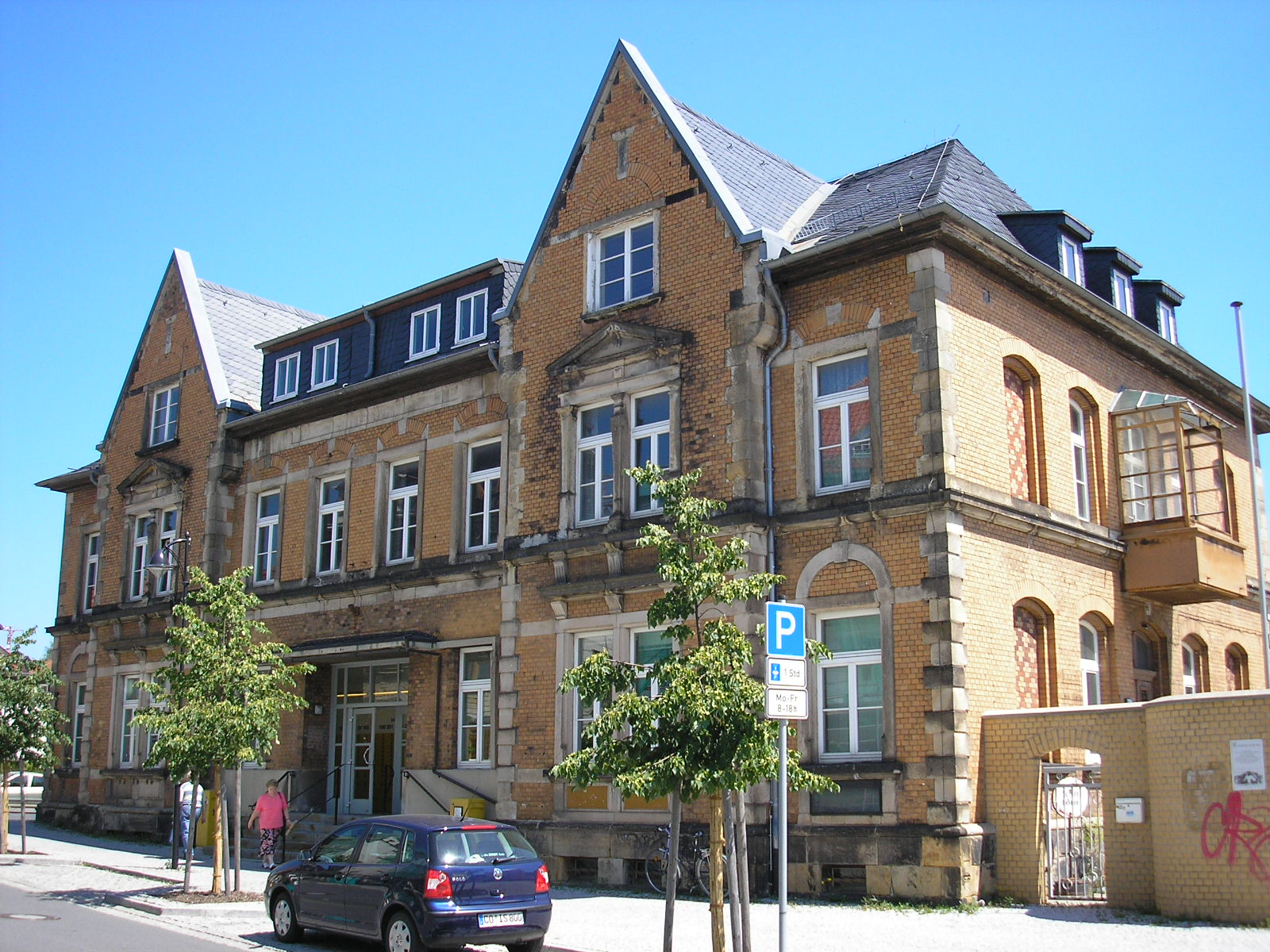
Postgebäude in Ilmenau aus den 1880er-Jahren

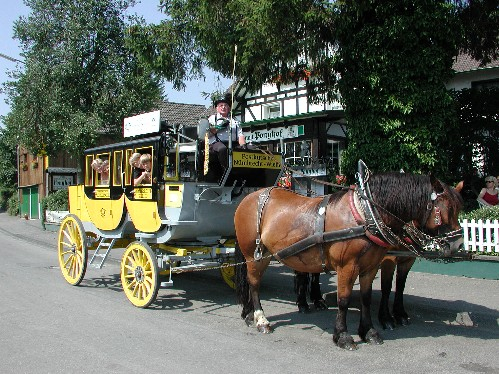
Oberbergische Postkutsche

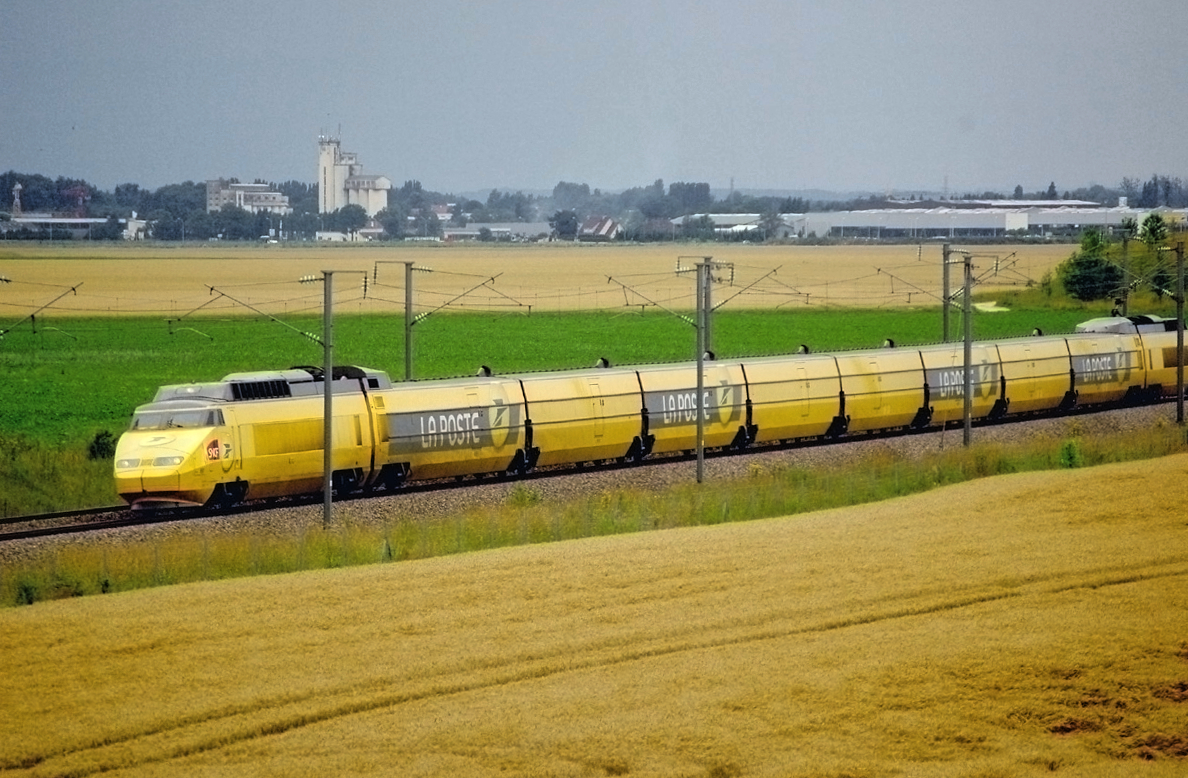
Ein Post-Güterzug der TGV postal (La Poste, Frankreich)

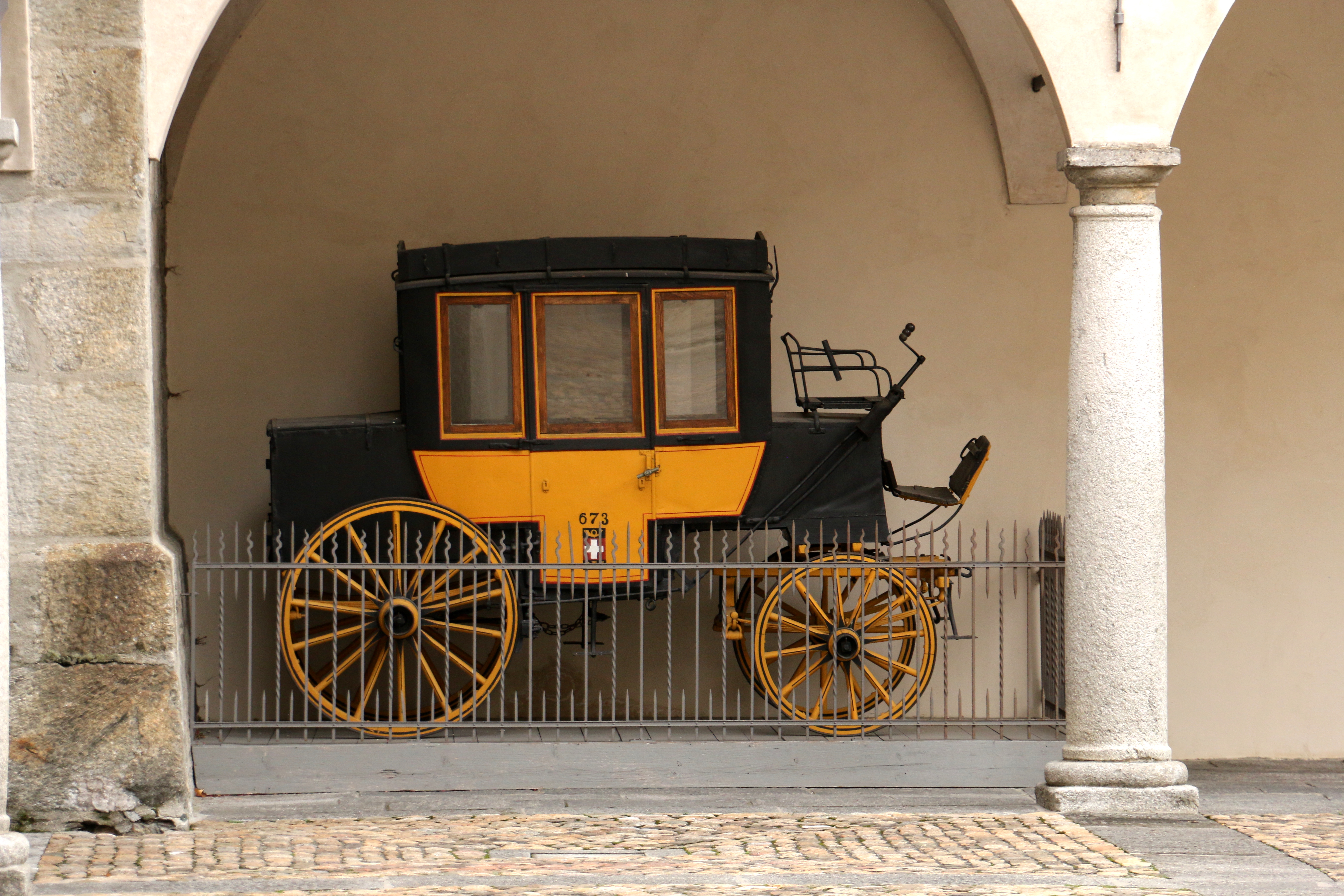
Postkutsche des Simplonpasses

Das Postwesen ist die Gesamtheit der mit der gewerblichen Beförderung und Verteilung schriftlicher Nachrichten befassten Wirtschaftssubjekte.

## Etymologie
Der Wechselposten (lateinisch mutatio posita) war der festgelegte Ort, an dem bei der Pferdepost der Pferdewechsel stattfand. Der erste römische Kaiser Augustus richtete wohl als erster diese Poststationen ein, die eine Tagesreise voneinander entfernt auf festgelegten Wegen (lateinisch cursus publicus) lagen. Ab 1521 tauchte das Wort Post in Deutschland auf.

## Allgemeines
Die Institution der Post wird notwendig, wenn Absender und Empfänger nicht gleichzeitig am selben Ort anwesend sind, aber zwischen beiden eine schriftliche Nachricht ausgetauscht werden soll. Die Post ist damit ein Kommunikationsmittel. Sie stellt eine asynchrone Telekommunikation dar, bei der die Nachrichten aufgezeichnet oder aufgeschrieben werden, bevor sie mit zeitlicher Verzögerung zum Empfänger transportiert und dann (vielleicht) von ihm rezipiert werden (Brief, Postkarte, Postpaket). Zunächst müssen diese Nachrichten vom Postunternehmen gesammelt und dann sortiert werden, bevor sie an die Empfänger weitergeleitet werden können.  
Die traditionellen Postunternehmen befördern Nachrichten und Kleingüter, Postsendungen und zuweilen auch Personen (beispielsweise in Österreich, der Schweiz und in Deutschland mit Postbussen). Sie wurden in Europa meist staatlich betrieben, inzwischen sind aber die staatlichen Logistikunternehmen oft privatisiert oder auf dem Weg dahin, so z. B. in Deutschland. Oft wird auch eine Durchführung von Geldverkehr und Urkundengeschäften (zum Beispiel Identitätsnachweise) vorgenommen. Auch Fax, E-Mail und andere Dienste werden oft von der Post angeboten.
Bei der Flaschenpost handelt es sich dagegen nicht um eine definitionsgemäße Postbeförderung, weil der Empfänger unbekannt ist.

## Arten
Der Postbegriff wird auch für Beförderungsarten aller Art verwendet. So kann unterschieden werden nach
- Betreiber/Besitzer: Staatspost, Landespost, Stadtpost, Hauspost (interner Briefverkehr bei Behörden und Unternehmen);
- Ziel: Inlandspost, Auslandspost;
- Zustellungszeitraum: Morgenpost, Abendpost, Spätpost, Nachtpost (heute wird wegen Vorhandenseins schnellerer Kommunikationsmittel meist nur noch einmal täglich zugestellt);
- Zweck: Dienstpost, Geschäftspost, Verwaltungspost, Wirtschaftspost, Privatpost;
- benutztem Transportmittel: Postfahrzeug, Bahnpost, Luftpost, Ballonpost, Kraftpost, Schiffspost, Rohrpost;
- technologischen Aspekten: Anschlusspost, Eilpost, Zubringerpost;
- Benutzerkreis: Feldpost, Dienstpost, Kurierpost; im Mittelalter auch Metzgerpost, Post des Deutschen Ritterordens;
- Angaben in Büchern des 19. Jahrhunderts: Fahrpost, Reitpost, Schnellpost.

Im Zeitalter der elektronischen Datenverarbeitung wurde der Begriff auf elektronische Post (E-Mail, zu englisch mail ‚Post‘) übertragen.
Auch für Zeitungen des 17. Jahrhunderts fand sich das Wort Post, wie das Beispiel der Leipziger Post- und Ordinar-Zeitung zeigt. Dies ist auch heute noch der Fall: zum Beispiel Washington Post, Rheinische Post.